# Ernst Ludwig Heim

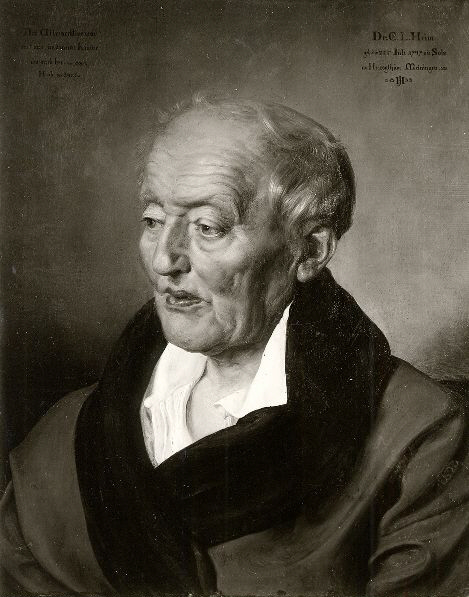
Ernst Ludwig Heim, porträtiert von Julius Hübner, 1833

Heim als Ritter des Nordstern-Ordens

Briefmarke 1984

Grab

Ernst Ludwig Heim (* 22. Juli 1747 in Solz, Thüringen; † 15. September 1834 in Berlin) war ein deutscher Arzt, der 1822 zum Berliner Ehrenbürger ernannt wurde.

## Herkunft
Heim war Sohn des Pfarrers Johann Ludwig Heim (1704–1785), der unter anderem die „Hennbergische Chronik“ verfasste. Seine Mutter war dessen Ehefrau Dorothea Regina Wagner, (1719–1764) die Tochter des Pfarrers in Friedelhausen, Christoph Sigismund Wagner und der Magda Regina Schelhas. Er hatte einige Geschwister, die auch wissenschaftlich tätig waren.
- Bruder Johann Ludwig Heim (1741–1819): Wirkl.Geh.Rat und Vice-Konsistorialpräsident in Meiningen, schrieb: Geologische Beschreibung des Thüringer-Wald-Gebirges (1796–1812)
- Bruder Georg Christoph Heim (1743–1807): Pfarrer in Gumpelstadt, schrieb die Flora germanica (1799–1800)
- Bruder Friedrich Timotheus Heim (1751–1820): Pfarrer in Effelder, schrieb die Systematische Classifizierung der Kirschensorten (1819)

## Leben
Nach seinem Studium promovierte Heim 1772 zum Doktor der Medizin. Ab 1775 lebte er in Spandau bei Berlin, wurde 1776 zum Stadtphysikus und später zum Kreisphysikus des Havellandes ernannt. Am Haus Reformationsplatz 2 in der Altstadt Spandau, dem ehemaligen Offiziantenhaus, erinnert eine Gedenktafel (siehe: Denkmäler in Spandau) an Ernst Ludwig Heim, der hier seine Amtswohnung hatte.
1783 zog er nach Berlin an den Gendarmenmarkt und eröffnete eine Praxis in der Markgrafenstraße. Er erwarb sich dort große Anerkennung und Popularität. Jährlich behandelte er drei- bis viertausend Patienten, wobei er als Armenarzt viele der armen Patienten kostenlos behandelte und nicht selten auch die Arzneikosten übernahm. Bei der Behandlung der Patienten machte Heim keine Unterschiede, fiel aber durch witzige oder zuweilen auch grobe Bemerkungen auf, die als Beispiele für seine Beliebtheit beim einfachen Volk gelten. Dadurch wurde Heim zu seiner Zeit als „Original“ angesehen, wofür folgende Beispiele genannt seien:
Zum Kurfürsten von Hessen bemerkte er beiläufig „Durchlaucht sind genau so steifpetrig, wie ich mir einen richtigen Kurfürsten immer vorgestellt habe“ oder zu einem Leutnant „Husten kommt entweder aus der Lunge oder er kommt vom Saufen. Aus der Lunge kommt Ihr Husten aber nicht.“
In Berlin führte er erste Impfungen (Pockenschutzimpfung) mit der von Edward Jenner entwickelten Kuhpockenimpfung durch. Seit einem Arztbesuch bei den Humboldts in Tegel unterrichtete er den achtjährigen Alexander von Humboldt in der Pflanzenkunde. Er war der letzte behandelnde Arzt der preußischen Königin Luise.
Er war neben Carl Ferdinand Sigismund Boehm († 1828), Georg Heinrich Boehr, Johann Goercke, Abraham Wall († 1805) und Georg Adolph Welper (1762–1842) Gründungsmitglied des am 15. Januar 1799 gegründeten Sechs-Ärzte-Vereins, der vermutlich in der 1810 gegründeten Medizinisch-chirurgischen Gesellschaft aufging. Im Mai 1801 kam Christoph Wilhelm Hufeland hinzu. Die Zusammenkünfte fanden jeweils in den Privatwohnungen der Ärzte statt.

## Familie
Er heiratete 1780 in Spandau Charlotte Maecker (1764–1842). Sie war die Tochter des Kaufmanns Johann Peter Maecker († 1794) und Maria Catharina Tesmer. Heim hatte mit seiner Frau zwei Söhne und sechs Töchter:
- Johann Ludwig Ernst (*/† 1781)
- Marie Christiana (*/† 1781)
- Marie Christiane (1782–1850) ⚭ 1804 Carl Wilhelm Eimbeck (1776–1840), Mitglied des Staatsrates[2]
- Henriette Wilhelmine (1783–1820) ⚭  Wilhelm Heinrich von Grolman (* 28. Februar 1781; † 1. Januar 1856), Kammergerichts-Präsident, Sohn von Heinrich Dietrich von Grolman
- Caroline Ernestine (1786–1786)
- Caroline Wilhelmine (* 30. Oktober 1787; † 30. März 1862) ⚭ 1810 Abraham Friedrich Heinrich von Arnim (* 3. März 1777; † 30. Januar 1845)
- August Wilhelm (1789–1850) ⚭ Friederike Caroline Wilhelmine Juliane von Faudel (* 12. September 1803; † 1873)
- Auguste Juliane (* 31. Mai 1792; † 3. August 1820) ⚭ 1812 Georg Wilhelm Keßler (* 24. März 1782; † 18. Mai 1846), Regierungspräsident in Arnsberg
- Ida  (* 12. September 1796; † 28. Januar 1873) ⚭ 1815 Ulrich von Barner (1786–1846), preußischer Generalleutnant[3]

Eine Luise Heim stiftete der Kirche ihres Geburtsortes Solz Ende des 19. Jahrhunderts eine Kühn-Orgel sowie 1890 die noch heute funktionierende Kirchturmuhr.
Die Hofdame Gräfin Mathilde von Keller war seine Urenkelin.

## Ehrungen

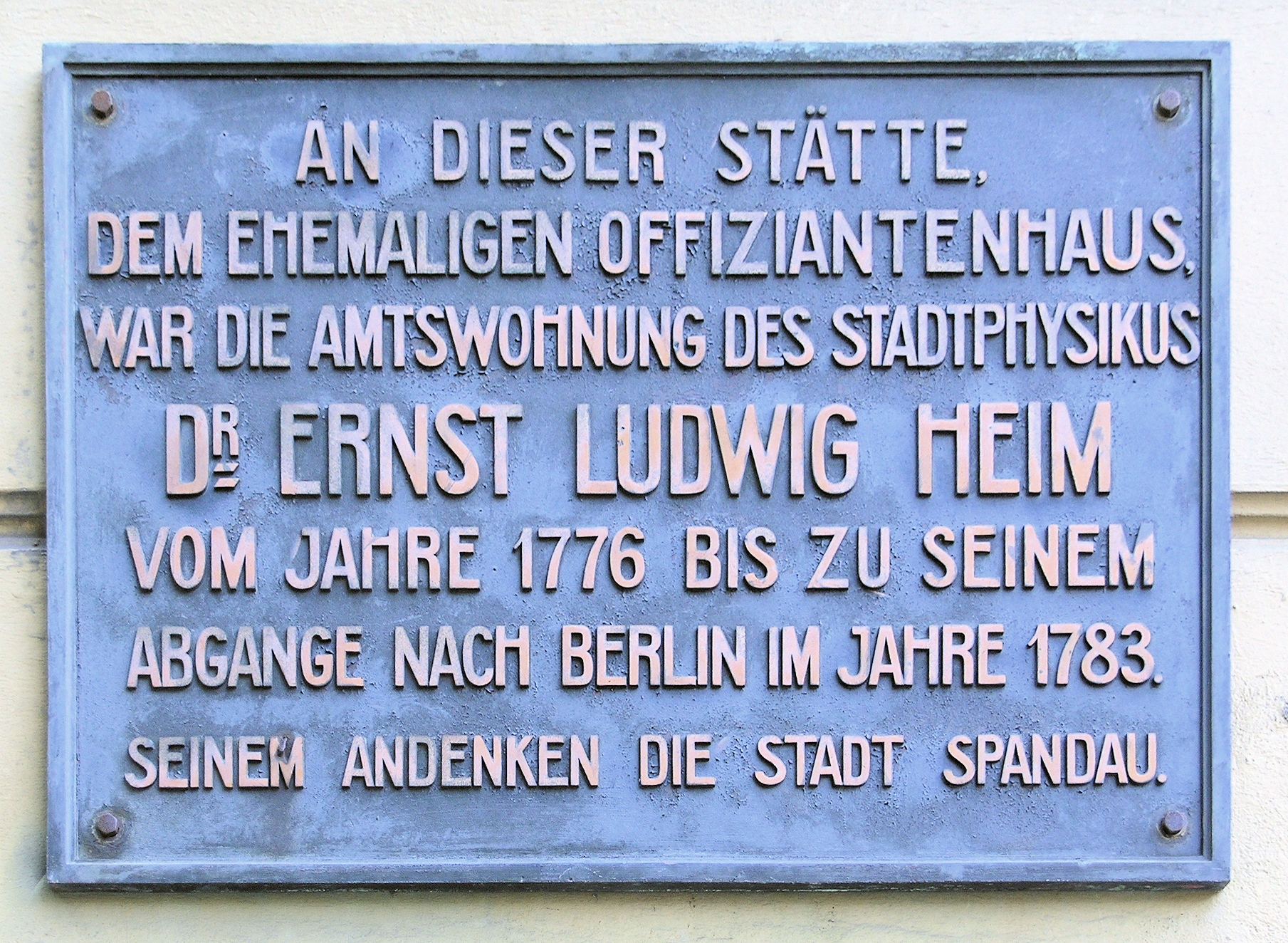
Gedenktafel am Haus Reformationsplatz 2, in Berlin-Spandau

Heim wurde 1822 anlässlich seines 50-jährigen Doktor-Jubiläums aufgrund seiner jahrzehntelangen Uneigennützigkeit Ehrenbürger von Berlin. Am 28. November 1822 wurde er mit dem akademischen Beinamen Zimmermann I. zum Mitglied (Matrikel-Nr. 1246) der Leopoldina gewählt.
Heim war Ritter des Roten Adlerordens III. Klasse und Ritter des Nordstern-Ordens.
Sein Grab, das auf dem Friedhof II der Jerusalemer und Neuen Kirche in Berlin-Kreuzberg liegt, Zossener Straße, Abt. 3,1 wurde in die Liste der Ehrengrab der Stadt Berlin aufgenommen.
Nach Heim sind öffentliche Einrichtungen und Straßen in Berlin benannt, darüber hinaus wurden zahlreiche Denkmäler für ihn errichtet – u. a. steht in Berlin-Marzahn auf dem Helene-Weigel-Platz eine von dem Bildhauer Siegfried Wehrmeister 1986 geschaffene Büste, das Ärztehaus ist nach ihm benannt – und über 16 Biografien erschienen bisher.
Die Deutsche Bundespost Berlin ehrte den Arzt anlässlich seines 150. Todestages 1984 auf einer Briefmarke, bei der auch sein Humor durch ein Augenzwinkern zum Ausdruck gebracht wurde.
Eine amerikanische Pflanzengattung aus der Familie der Weiderichgewächse (Lythraceae) erhielt ihm zu Ehren den Namen Heimia.

## Werke
- A. [August Friedrich Gottlieb] Paetsch (Hrsg.): Dr. Ernst Ludwig Heim’s Vermischte medicinische Schriften. F.A. Brockhaus, Leipzig 1836 (Digitalisat).